# Apple (bài hát)
"Apple" là một bài hát của nhóm nhạc nữ Hàn Quốc GFriend trong mini album thứ chín của nhóm, 回:Song of the Sirens (2020). Bài hát được phát hành vào ngày 13 tháng 7 năm 2020, thông qua Source Music.

## Sáng tác
Bài hát được viết và sản xuất bởi FRANTS, Pdogg và "hitman" bang. Một số nhà sản xuất khác cũng tham gia viết bài hát như Hwang Hyun từ MonoTree, Hannah Robinson, Richard Phillips, Alex Nese, Chendy, Noh Joo-hwan, Kim Jin and Gu Yeo-reum từ Makeumine Works, Lee Seu-ran, Eunha và Yuju từ GFriend. Theo Source Music, bài hát có một "bầu không khí thần bí" có thể được chú ý bởi sự hiện diện của chủ đề sự cám dỗ được sử dụng cho bài hát cũng như cho video âm nhạc.
Bài hát được thành viên Sowon mô tả là "một bài hát gây nghiện kết hợp các yếu tố retro, miêu tả khoảnh khắc một cô gái bị lay chuyển bởi sự cám dỗ". Nó cũng được Bill K. Byron của Pressreels mô tả là "một âm thanh chính thời thượng với phong cách hoài cổ và một bài hát thuộc thể loại nhạc pop với sự pha trộn tinh tế của các giọng hát gợi nhớ đến bài hát của Seren".
Vào ngày 9 tháng 11 năm 2020, một phiên bản mới của bài hát đã được phát hành trong album phòng thu của nhóm 回:Walpurgis Night.

## Tác động thương mại
Bài hát ra mắt ở vị trí số 54 trên trên Gaon Digital Chart cho đến tuần cuối cùng vào ngày 18 tháng 7 năm 2020. Bài hát cũng đứng ở vị trí số 7 trên bảng xếp hạng tải xuống và vị trí số 74 trong tuần phát hành bài hát trên bảng xếp hạng phát trực tuyến.

## Video âm nhạc
Vào ngày 17 tháng 6 năm 2020, một nguồn tin tiết lộ rằng, "Gần đây, GFriend đã kết thúc việc quay video âm nhạc cho ca khúc chủ đề của họ. Trong suốt quá trình quay phim, các nhân viên trên trường quay đã rất ngạc nhiên trước sự biến đổi gây sốc của GFriend." Video âm nhạc sau đó được phát hành trên kênh Youtube của Big Hit Entertainment vào ngày 13 tháng 7 năm 2020, cùng với mini album. Nó được đạo diễn bởi Guzza của Lumpens. Vào ngày 18 tháng 7, một phiên bản vũ đạo của video âm nhạc đã được phát hành.

## Bảng xếp hạng
| Bảng xếp hạng (2020)    | Vị trí cao nhất |
| ----------------------- | --------------- |
| Hàn Quốc (Gaon)         | 54              |
| Hàn Quốc (Kpop Hot 100) | 63              |

## Giải thưởng

### Chương trình âm nhạc
| Tên chương trình | Kênh      | Ngày phát sóng   | Nguồn  |
| ---------------- | --------- | ---------------- | ------ |
| The Show         | SBS MTV   | 21 tháng 7, 2020 | [ 9 ]  |
| Show Champion    | MBC Music | 22 tháng 7, 2020 | [ 10 ] |
| M Countdown      | Mnet      | 23 tháng 7, 2020 | [ 11 ] |